# Achicourt
Achicourt és un municipi francès situat al departament del Pas de Calais i a la regió dels Alts de França. L'any 2007 tenia 7.625 habitants.

## Demografia

### Població
El 2007 la població de fet d'Achicourt era de 7.625 persones. Hi havia 3.159 famílies de les quals 918 eren unipersonals (317 homes vivint sols i 601 dones vivint soles), 930 parelles sense fills, 939 parelles amb fills i 372 famílies monoparentals amb fills.
La població ha evolucionat segons el següent gràfic:
Habitants censats

### Habitatges
El 2007 hi havia 3.352 habitatges, 3.219 eren l'habitatge principal de la família, 9 eren segones residències i 124 estaven desocupats. 2.618 eren cases i 731 eren apartaments. Dels 3.219 habitatges principals, 1.942 estaven ocupats pels seus propietaris, 1.249 estaven llogats i ocupats pels llogaters i 28 estaven cedits a títol gratuït; 58 tenien una cambra, 175 en tenien dues, 555 en tenien tres, 847 en tenien quatre i 1.584 en tenien cinc o més. 2.299 habitatges disposaven pel capbaix d'una plaça de pàrquing. A 1.668 habitatges hi havia un automòbil i a 1.020 n'hi havia dos o més.

### Piràmide de població
La piràmide de població per edats i sexe el 2009 era:
| Homes | Edats   | Dones |
| ----- | ------- | ----- |
| 0     | 95 o +  | 4     |
| 4     | 90 a 94 | 28    |
| 28    | 85 a 89 | 40    |
| 48    | 80 a 84 | 64    |
| 112   | 75 a 79 | 184   |
| 116   | 70 a 74 | 164   |
| 152   | 65 a 69 | 180   |
| 192   | 60 a 64 | 180   |
| 164   | 55 a 59 | 180   |
| 320   | 50 a 54 | 336   |
| 276   | 45 a 49 | 356   |
| 288   | 40 a 44 | 272   |
| 208   | 35 a 39 | 232   |
| 296   | 30 a 34 | 240   |
| 252   | 25 a 29 | 288   |
| 253   | 20 a 24 | 240   |
| 332   | 15 a 19 | 316   |
| 272   | 10 a 14 | 276   |
| 244   | 5 a 9   | 164   |
| 216   | 0 a 4   | 144   |

## Economia
El 2007 la població en edat de treballar era de 5.001 persones, 3.407 eren actives i 1.594 eren inactives. De les 3.407 persones actives 3.006 estaven ocupades (1.541 homes i 1.465 dones) i 402 estaven aturades (196 homes i 206 dones). De les 1.594 persones inactives 655 estaven jubilades, 482 estaven estudiant i 457 estaven classificades com a «altres inactius».

### Ingressos
El 2009 a Achicourt hi havia 3.229 unitats fiscals que integraven 7.791,5 persones, la mitjana anual d'ingressos fiscals per persona era de 17.093 €.

### Activitats econòmiques
Dels 184 establiments que hi havia el 2007, 4 eren d'empreses alimentàries, 1 d'una empresa de fabricació de material elèctric, 12 d'empreses de fabricació d'altres productes industrials, 20 d'empreses de construcció, 53 d'empreses de comerç i reparació d'automòbils, 13 d'empreses de transport, 8 d'empreses d'hostatgeria i restauració, 1 d'una empresa d'informació i comunicació, 19 d'empreses financeres, 3 d'empreses immobiliàries, 11 d'empreses de serveis, 25 d'entitats de l'administració pública i 14 d'empreses classificades com a «altres activitats de serveis».
Dels 43 establiments de servei als particulars que hi havia el 2009, 1 era una oficina de correu, 4 oficines bancàries, 1 funerària, 6 tallers de reparació d'automòbils i de material agrícola, 1 taller d'inspecció tècnica de vehicles, 2 paletes, 4 guixaires pintors, 2 fusteries, 7 lampisteries, 5 electricistes, 6 perruqueries, 3 restaurants i 1 saló de bellesa.
Dels 23 establiments comercials que hi havia el 2009, 2 eren supermercats, 1 un supermercat, 1 una gran superfície de material de bricolatge, 1 una botiga de més de 120 m², 4 fleques, 3 carnisseries, 4 botigues de roba, 1 una botiga d'equipament de la llar, 3 botigues de material esportiu, 1 una perfumeria i 2 floristeries.
L'any 2000 a Achicourt hi havia 7 explotacions agrícoles.

## Equipaments sanitaris i escolars
El 2009 hi havia 4 farmàcies i 1 ambulància.
El 2009 hi havia 2 escoles maternals i 3 escoles elementals. Achicourt disposava d'un col·legi d'educació secundària amb 550 alumnes.

## Poblacions més properes
El següent diagrama mostra les poblacions més properes.